# Conservation Foncière au Maroc
 (juillet 2024).
La mise en forme du texte ne suit pas les recommandations de Wikipédia : il faut le « wikifier ».
Les points d'amélioration suivants sont les cas les plus fréquents. Le détail des points à revoir est peut-être précisé sur la page de discussion.
- Les titres sont pré-formatés par le logiciel. Ils ne sont ni en capitales, ni en gras.
- Le texte ne doit pas être écrit en capitales (les noms de famille non plus), ni en gras, ni en italique, ni en « petit »…
- Le gras n'est utilisé que pour surligner le titre de l'article dans l'introduction, une seule fois.
- L'italique est rarement utilisé : mots en langue étrangère, titres d'œuvres, noms de bateaux, etc.
- Les citations ne sont pas en italique mais en corps de texte normal. Elles sont entourées par des guillemets français : « et ».
- Les listes à puces sont à éviter, des paragraphes rédigés étant largement préférés. Les tableaux sont à réserver à la présentation de données structurées (résultats, etc.).
- Les appels de note de bas de page (petits chiffres en exposant, introduits par l'outil «  Source ») sont à placer entre la fin de phrase et le point final[comme ça].
- Les liens internes (vers d'autres articles de Wikipédia) sont à choisir avec parcimonie. Créez des liens vers des articles approfondissant le sujet. Les termes génériques sans rapport avec le sujet sont à éviter, ainsi que les répétitions de liens vers un même terme.
- Les liens externes sont à placer uniquement dans une section « Liens externes », à la fin de l'article. Ces liens sont à choisir avec parcimonie suivant les règles définies. Si un lien sert de source à l'article, son insertion dans le texte est à faire par les notes de bas de page.
- La présentation des références doit suivre les conventions bibliographiques. Il est recommandé d'utiliser les modèles {{Ouvrage}}, {{Chapitre}}, {{Article}}, {{Lien web}} et/ou {{Bibliographie}}. Le mode d'édition visuel peut mettre en forme automatiquement les références.
- Insérer une infobox (cadre d'informations à droite) n'est pas obligatoire pour parachever la mise en page.

Pour une aide détaillée, merci de consulter Aide:Wikification.
Si vous pensez que ces points ont été résolus, vous pouvez retirer ce bandeau et améliorer la mise en forme d'un autre article.
L'immatriculation immobilière est un ensemble de procédures et d'opérations à suivre pour soumettre une propriété un bien au système d'enregistrement foncier. Ces procédures visent finalement à établir un titre de propriété inscrit dans un registre foncier. L'Australie-Méridionale est le berceau du système d'enregistrement foncier, en particulier le système de registre réel, connu sous le nom de système Torrens, du nom de son créateur "Robert Torrens". Ce système a inspiré la plupart des pays, y compris le Maroc, qui l'a adopté via le colonisateur français pour protéger ses intérêts et faciliter l'acquisition de terres par les étrangers, ainsi que pour tester l'efficacité de ce système.
Par conséquent, les autorités de protection n'ont pas tardé à promulguer la loi sur l'enregistrement foncier par le biais du Dahir du 12 août 1913. Ce Dahir a subi plusieurs modifications, la dernière étant la réforme foncière de 2011, en vertu de la loi no 14.07, afin de le rendre plus adapté à la réalité actuelle. En plus de ce Dahir, le système d'enregistrement foncier est également régi par plusieurs autres lois, telles que le Dahir du 2 juin 1915, qui détermine la législation applicable aux biens immobiliers enregistrés, abrogé par la loi n° 39.08 relative au Code des droits réels, et d'autres lois connexes.

## Caractéristiques de Immatriculation immobilière
•Vendre ou troquer des biens privés de l'État .• Les biens situés dans les zones de démarcation administrative dans le cas où ils sont soumis à sa désignation.• Immatriculation obligatoire des groupes résidentiels et des lotissements.• Échanger la propriété contre un établissement pénitentiaire général.• Conservation obligatoire sur décision de justice .• L'état de l'mmatriculer obligatoire instauré par la loi 14.07, complétant et modifiant le décret de conservation des biens immobiliers prévu. Il est mentionné dans les chapitres 1.51 à 19.51 après JC. • La conservation des terrains de stockage prévus fait l'objet d'une décision administrative.• Immatriculer les terres expropriées pour le bien public.•Immatriculer les biens honteux résultant du transfert du domaine public après avoir accompli les démarches administratives d'identification administrative et de transfert.• La conservation des terres communales fait l'objet d'une décision administrative agréée présentée par l' autorité de tutelle communautaire. • Immatriculer les biens immobiliers dans les districts d'annexion des terres, où la préservation est obligatoire.• Immatriculer le patrimoine immobilier au sein des zones de préservation collective de la propriété rurale.